# Koalowate
Koalowate (Phascolarctidae) – rodzina ssaków z rzędu dwuprzodozębowców (Diprotodontia). Obejmuje kilkanaście gatunków wymarłych oraz jeden współcześnie żyjący, koala, będący nieoficjalnie symbolem kontynentu, który zamieszkuje, spore zwierzę nadrzewne, przypominające małego niedźwiedzia, zamieszkujące wschodnią Australię. W początkach XX wieku polowano na koale dla ich futra. W samym roku 1924 wyeksportowano z Australii 2 mln skórek tego zwierzęcia. Dzięki ścisłej ochronie nie są już zagrożone wyginięciem, są jednak nagminnie trapione kryptokokozą, wywołującą zapalenie mózgu, stawów i płuc. Choroba jest poważna i stanowi dla tych zwierząt zagrożenie. Wywołuje ją grzyb z rodzaju Cryptococcus, którym koale zarażają się prawdopodobnie zjadając niewielkie ilości ziemi. Sądzi się, że praktyka ta w jakiś sposób ułatwia koalom trawienie liści eukaliptusa, który wraz z bukszpanem (Tristania) stanowi ich jedyne pożywienie. Innym czynnikiem mającym ograniczający wpływ na liczebność tych zwierząt jest przenoszona drogą płciową choroba bakteryjna wywoływana przez Chlamydia trachomatis.
Koale, podobnie jak wombaty, mają bardzo wolne tempo przemiany materii. Pozwala im to oszczędnie gospodarować energią. Ta sama właściwość sprawia, że koale poruszają się powoli i mogą być łatwym celem dla drapieżnika lub człowieka. To prawdopodobnie było przyczyną chwilowego załamania liczebności tych zwierząt w I połowie XX wieku.
Koalowate znane są z zapisów kopalnych od górnego oligocenu.

## Podział systematyczny
Do rodziny należy jeden występujący współcześnie rodzaj:
- Phascolarctos de Blainville, 1816 – koala – jedynym występującym współcześnie przedstawicielem jest Phascolarctos cinereus (Goldfuss, 1817) – koala australijski

Opisano również rodzaje wymarłe:
- Invictokoala Price & Hocknull, 2011[11] – jedynym przedstawicielem był Invictokoala monticola Price & Hocknull, 2011
- Koobor M. Archer & Wade, 1976[15]
- Litokoala Stirton, Tedford & Woodburne, 1967[16]
- Lumakoala Crichton, Beck, Couzens, Worthy, Camens & Prideaux, 2023[17] – jedynym przedstawicielem był Lumakoala Crichton, Beck, Couzens, Worthy, Camens & Prideaux, 2023
- Madakoala Woodburne, Tedford, M. Archer & Pledge, 1987[18]
- Nimiokoala Black & M. Archer, 1997[19] – jedynym przedstawicielem był Nimiokoala greystanesi Black & M. Archer, 1997
- Perikoala Stirton, 1957[20]
- Priscakoala Black, M. Archer & Hand, 2012[21] – jedynym przedstawicielem był Priscakoala lucyturnbullae Black, M. Archer & Hand, 2012
- Stelakoala Black, 2016[22] – jedynym przedstawicielem był Stelakoala riversleighensis Black, 2016